# (9495) Eminescu
Pour les articles homonymes, voir Eminescu.
(9495) Eminescu est un astéroïde de la ceinture principale.

## Description
(9495) Eminescu est un astéroïde de la ceinture principale. Il fut découvert le 26 mars 1971 à l'observatoire Palomar par Cornelis Johannes van Houten, Ingrid van Houten-Groeneveld et Tom Gehrels. Il présente une orbite caractérisée par un demi-grand axe de 2,19 UA, une excentricité de 0,13 et une inclinaison de 4,6° par rapport à l'écliptique.

## Compléments